# Милявская, Лолита Марковна
Лоли́та Ма́рковна Миля́вская (укр. Лоліта Марківна Мілявська; урождённая Горе́лик; род. 14 ноября 1963, Мукачево, Закарпатская область, Украинская ССР, СССР) — советская и российская эстрадная певица, актриса, телеведущая, режиссёр и продюсер. Лауреат национальной телевизионной премии «ТЭФИ-2007» в номинации «Ведущий ток-шоу» за ток-шоу «Лолита. Без комплексов» на «Первом канале». Бывшая участница кабаре-дуэта «Академия» вместе с Александром Цекало.

## Биография

### 1963—1984: Детство и юность
Родилась 14 ноября 1963 года в городе Мукачево Закарпатской области Украинской ССР.

«В Закарпатье Лолита — это обычное имя. Там все или Лолиты, или Дианы, или Жужи. Я решила, что Жужа — это слишком, и назвала дочь Лолитой».— Алла Дмитриевна Никифорова, мать Лолиты.
Отец — Марк Львович Горелик (1932—1978), по профессии — актёр и режиссёр эстрады, работал администратором, конферансье, постановщиком программ в Йошкар-Оле. Мать — Алла Дмитриевна Никифорова (род. 18 января 1943), окончила Львовское музыкальное училище, была джазовой певицей, работала от Ивано-Франковской филармонии в Прикарпатском джаз-оркестре, и в «Джаз-Бэнд Мари», отработала на сцене 25 лет. Поженившись, родители Лолиты переехали в Киев и стали работать в «Укрконцерте». Отец в 1974 году эмигрировал в Израиль, Лолита в это время училась в четвёртом классе, мать эмигрировать не захотела, и родители развелись. Мать Лолиты уволили из «Укрконцерта», из-за того что её муж уехал в Израиль, и она устроилась на работу в Киевский государственный мюзик-холл, позже работала у Бориса Шарварко, а затем создала свой коллектив. Дед со стороны отца — Лев Григорьевич Горелик, артист, режиссёр, умер после сталинских лагерей, бабушка — Любовь Давыдовна Горелик, портниха. Дед по материнской линии — Дмитрий Андреевич Никифоров, работал в КГБ СССР, служил в разведке, знал четыре языка. Бабушка по материнской линии — Александра Ермолаевна Никифорова, жили они в своём доме возле старинного Мукачевского замка; они в детстве в основном и занимались воспитанием Лолиты, так как её мать часто ездила на гастроли. Когда Лолита подросла, бабушка с дедушкой переехали во Львов, их квартира выходила прямо на оперный театр. Лолита с бабушкой бывала там и мечтала стать балериной; в дошкольном возрасте год посещала танцевальный кружок.
Лолита прожила во Львове до конца 1973 года, ходила в львовскую среднюю школу № 35. Затем умерла бабушка и Лолита переехала к матери в Киев, в квартиру гостиничного типа в Дарнице. Когда мать уезжала, она оставляла дочку на свою подругу или брала с собой на гастроли. За один концерт мать получала 25 рублей и со временем купила кооперативную квартиру.
Мать Лолиты Алла однажды на гастролях в Саранске познакомилась с Юлием Малакянцем (род. 25 мая 1946), администратором режиссёра Эдуарда Смольного, позже Малакянц стал театральным продюсером, директором театра Константина Райкина «Сатирикон», и вышла за него замуж, он стал отчимом Лолиты, они купили дом в Боярке, прожили они вместе 11 лет.
После восьмого класса мать взяла Лолиту на свои гастроли, и та начала увлекаться пением. В 1974 году мать познакомила Лолиту с молодой начинающей певицей Ириной Понаровской, работавшей в те годы в ВИА «Поющие гитары». Понаровская берёт Лолиту к себе на подпевки, Лолита выступает с ней на летних каникулах до окончания школы.
В 1981 году Лолита подала документы в Тамбовский филиал Московского государственного института культуры по специальности «режиссура культмассовых представлений и праздников» (курс Анатолия Ивановича Серкова). Дипломным спектаклем студентки Горелик стала пьеса «Чудо святого Антония» Мориса Метерлинка. В институте Лолита познакомилась с однокурсником Александром Беляевым, который впоследствии стал её первым мужем. В 1985 году окончила институт.
В 1984 году из Тамбова переехала в Одессу, где служил в театре Александр Беляев. Работала в Одесской филармонии, там познакомилась с Александром Цекало, в 1987 году уехала вместе с ним в Москву, сначала пела в квартете «Шляпа», заменив Алёну Шиферман, бывшую жену Цекало. Чтобы прописаться в Москве, заключила фиктивный брак с Виталием Милявским; вместе они не жили.

### 1985—2000: Кабаре-дуэт «Академия»

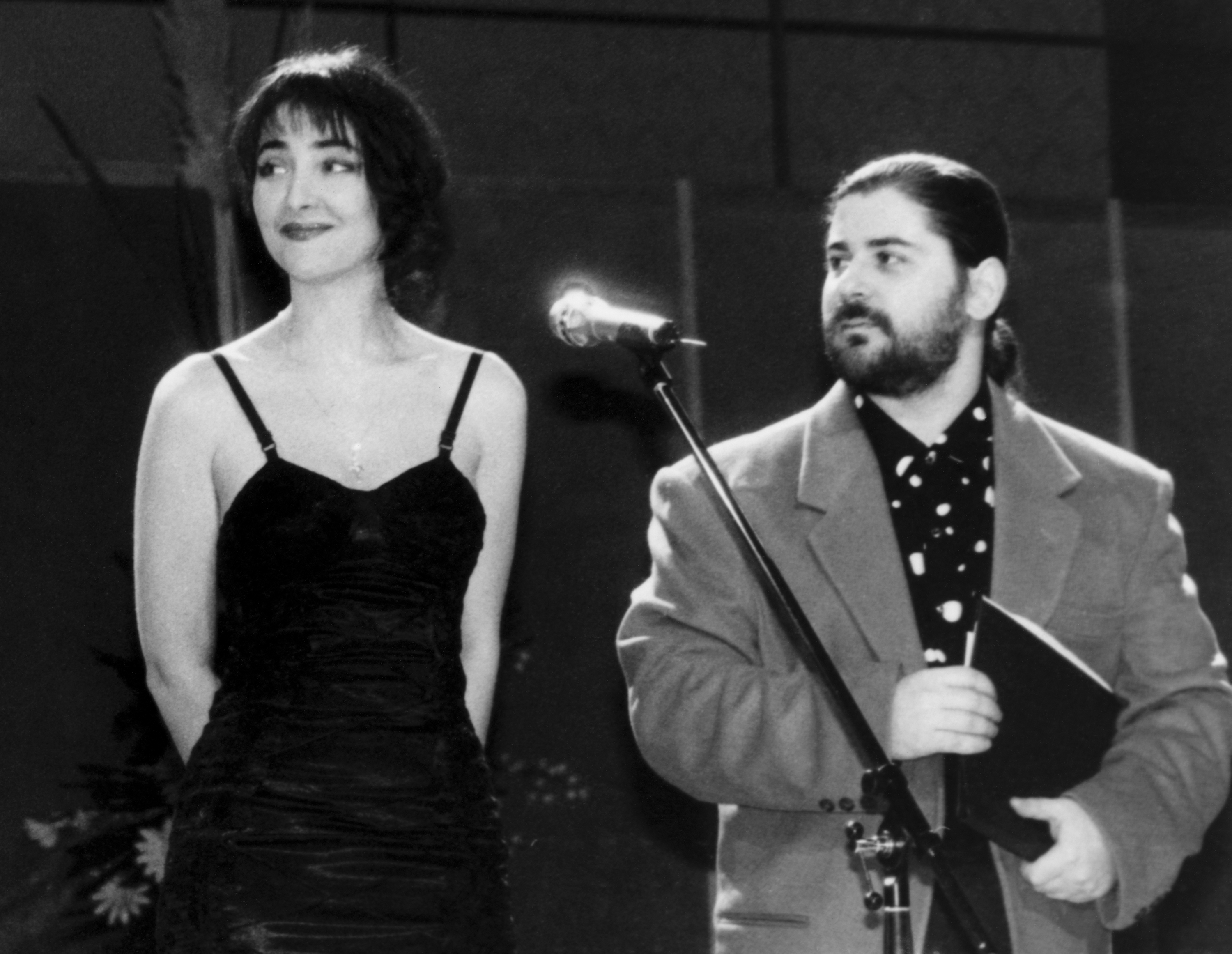
Кабаре-дуэт «Академия», 1992 год

В 1985 году Александром Цекало и Лолитой Милявской создана поп-группа «Кабаре-дуэт „Академия“». Дуэт пользовался популярностью до конца 1990-х годов.
В 1993 году на московском телеканале была создана программа «TV-пицца», в которой Цекало и Милявская выступали в качестве ведущих.
С конца 1995 года Милявская и Цекало стали ведущими ТВ-программы «Утренняя почта» («ОРТ»), с 1997 года вели программу «Доброе утро, страна!» («РТР»). Более десяти лет Лолита выступала вместе с мужем Александром Цекало. Однако «непримиримые противоречия» привели в итоге к разводу. На закате брака с Цекало в 1998 году Лолита родила дочь Еву.

### 2000—2009: «Лолита. Без комплексов»
Весной 2000 года Лолита начала заниматься сольной карьерой и выпустила песню «Цветочки». В январе 2001 года вышел одноимённый альбом, который был продан тиражом в 50.000 экземпляров. Спустя два с половиной года у Лолиты вышел второй альбом и программа «Шоу разведённой женщины» («РТР»). По продажам диск превысил 300 000 экземпляров.
С 4 октября 2002 года играла Матрону «Маму» Мортон в мюзикле «Чикаго» на сцене Театра эстрады. В декабре 2002 года снялась в фотосессии для журнала «Плейбой» (галерея посвящена мюзиклу «Чикаго»).
В марте 2003 дала первый большой сольный концерт — «Шоу разведённой женщины» в ГЦКЗ «Россия» в Москве.
В 2005—2007 годах вела телевизионную программу «Лолита. Без комплексов» на «Первом канале». Также в 2005 году вышел и третий диск певицы «Формат», который разошёлся тиражом в 700 000 экземпляров.
В сентябре 2008 года стала ведущей продолжения телепроекта «Суперстар—2008» на телеканале «НТВ».
В 2007 году Лолита выпустила альбомы «Неформат» и «Ориентация север», а также сингл «Оказалось, Вы моя слабость».
В 2008 году вышел альбом Лолиты «Фетиш». Цензура[какая?] не пропустила диск из-за эротической фотосессии, сделанной специально для альбома. Ввиду наложенных ограничений Лолита выпустила специальное издание диска, куда вошли двенадцать песен, среди которых трек «Прощай, оружие!», написанный Еленой Кипер.
В 2009 году на телеканале «НТВ» транслировался сольный концерт Лолиты в Московском Кремле «Одна большая длинная песня про…».

### С 2010: «Анатомия» и «Раневская»

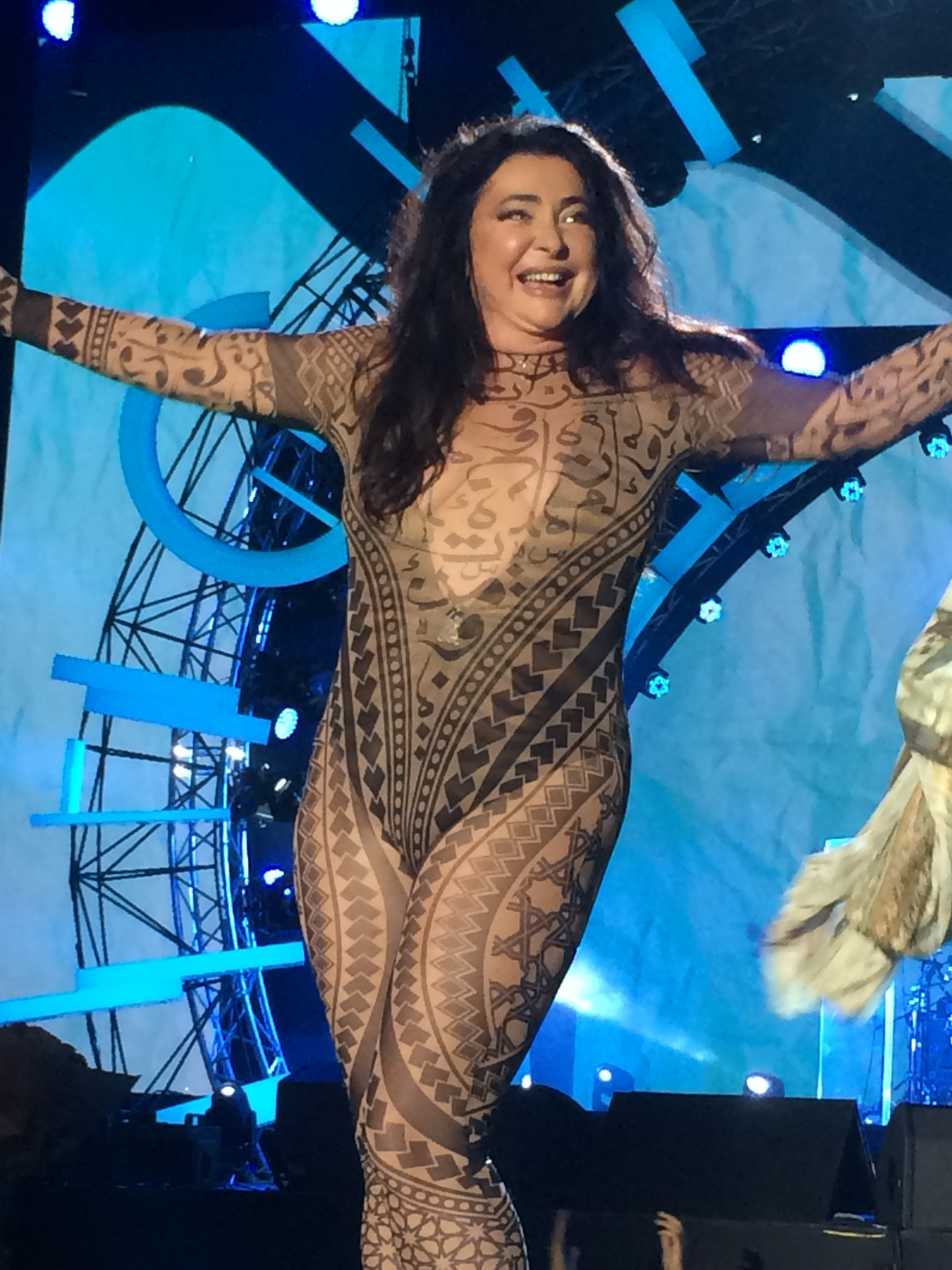
Лолита на фестивале «Жара». Баку, 2017 год

В 2009 году певица выпустила сборник хитов «Запавшее», включающий новый сингл «Остановите Землю». В 2011 году стала членом жюри «Фактор А» — русской версии британского проекта The X Factor.
В феврале 2012 года в эфире телеканала НТВ прошёл бенефис «Госпожа Президент». Лолита предстала в роли кандидата в президенты страны. В том же году певица стала ведущей популярной телепрограммы «Субботний вечер» на телеканале «Россия-1» вместе с Николаем Басковым и Андреем Данилко (Веркой Сердючкой). 30 августа 2012 года на втором Международном музыкальном фестивале Crimea Music Fest Лолита представила молодого украинского певца Александра Онофрийчука, который победил в песенном конкурсе исполнителей.
По версии Forbes, в 2013 году Лолита вошла в двадцатку самых богатых российских музыкантов. В марте 2014 года состоялась премьера клипа на песню «Анатомия» (Г. Титов — Н. Касимцева). В августе 2014 года состоялась премьера клипа на песню «На скотч» (Е. Бардаченко — А. Беляев). 17 ноября 2014 года Лолита Милявская выпустила альбом «Анатомия».
В марте 2016 года Лолита выпустила песню «На Титанике» (А. Фролов), а в конце года — песню «Чудо чу́дное» (М. Кувалдин). Обе песни вошли в восьмой студийный альбом певицы «Раневская», релиз которого состоялся 18 мая 2018 года.
23 апреля 2017 года, при пересечении границы Украины, была снята с поезда Москва — Киев в Конотопе пограничниками в связи с запретом Службой безопасности Украины въезда на территорию Украины сроком на три года после выступления в Керчи в 2015 году. По словам Лолиты, она ехала навестить свою больную дочь. Милявская отметила, что действия сотрудников пограничной службы были «очень тактичными». Она также добавила, что сами пограничники выразили ей свои соболезнования из-за сложившейся ситуации.
17 апреля 2020 года Лолита выпустила песню «Девочки балерины», подаренную ей Анитой Цой. В том же году стала ведущей шоу «Суперстар! Возвращение» на телеканале НТВ.
24 февраля 2021 года Лолита в роли Агафьи Купердягиной дебютировала на театральной сцене в спектакле Юрия Грымова «Женитьба», премьерный показ прошёл в театре «Модерн».
В феврале 2023 года появилась в финальном постере сериала Фёдора Бондарчука и Валерия Тодоровского «Актрисы». Лолита исполнила одну из главных ролей — роль директора театра, в котором разворачиваются события.
В ноябре 2023 года Милявской исполнилось 60 лет. Свой юбилей певица собралась отпраздновать на сцене «Крокус Сити Холла». За несколько дней до большого сольного концерта она выпустила в дуэте с Инстасамкой новую версию хита «На Титанике».
В декабре 2023 года Лолита посетила вечеринку Насти Ивлеевой в московском клубе «Мутабор» с дресс-кодом в откровенном стиле. Как и другие участники мероприятия, артистка столкнулась с отменами концертов. После отмен концертов заявила о помощи Донбассу и пообещала построить православный храм на оккупированных Россией украинских территориях. В декабре 2024 года певица заявила, что «Первый взнос, который я сделала, практически весь ушел на эскизы художника и подбор материала» и попросила всех, кто может, поучаствовать в сборах на роспись храма помочь любой суммой, хоть рублем. В конце ноября 2024 года Лолита отменила все концерты в российских городах.  После отмены всех концертов юбилейного тура певицы Лолиты Милявской, она заявила, что несколько лет оказывала гуманитарную помощь гуманитарную помощь жителям Донбасса и военным, но до настоящего момента якобы "предпочитала оставлять свою благотворительную деятельность в тайне". В 2025 году отстранена от ведения пятого сезона музыкального шоу «Суперстар!» на телеканале НТВ, «график Лолиты, к сожалению, не совпал со стартом проекта».

## Деятельность вне сцены
В июне 2017 года Лолита Милявская совместно с брендом Frija выпустила собственную коллекцию женских сумок под названием «Я себя сделала сама». Ценовой диапазон бренда рассчитан на женщин со средним достатком.
Лицо ювелирного бренда SOKOLOV.

## Личная жизнь
Первый муж (1984—1987) — Александр Беляев, актёр, однокурсник Лолиты.
Второй муж (1987) — Виталий Милявский. По словам Лолиты, брак был фиктивным.
Третий муж (1988—2000) — Александр Цекало, шоумен, брак был официально зарегистрирован на закате деятельности артистов в составе кабаре-дуэта «Академия» в 1998 году с целью регистрации Цекало отцом дочери Лолиты Евы, зачатой от другого мужчины; расстались в 2000 году. Их семейные отношения длились 12 лет.
Дочь — Ева Цекало-Милявская (3 ноября 1998), живёт с бабушкой (ранее — в Киеве, в настоящее время — в Болгарии).
После расставания с Александром Цекало несколько лет состояла в близких отношениях с бизнесменом Арнольдом Спиваковским (1967—2019). После того как роман закончился, бизнесмен и певица остались друзьями.
Четвёртый муж (2004—2009) — Александр Зарубин (род. 6 мая 1968), бизнесмен.
Пятый муж (2010—2020) — Дмитрий Иванов (род. 18 января 1975), теннисист, фитнес-тренер, тренер по игре в сквош.

## Взгляды
Лолита Милявская критически оценивает внутреннюю политику России, в частности несменяемость власти, принятие репрессивных законов, большой уровень коррупции и нищету в регионах. При этом она с уважением отзывается лично о президенте страны Владимире Путине.
Исполнительница принимала участие в предвыборных агитационных кампаниях Бориса Ельцина (1996), Виктора Януковича (2004), Александра Лукашенко (2006).
В 2013 году негативно оценила перспективу евроинтеграции Украины, отдав предпочтение союзу с Россией. Высказывалась в поддержку аннексии Крыма Россией, отметив, что не видит в ситуации давления со стороны РФ и осуждает антироссийские санкции ЕС. В интервью радио «Говорит Москва» летом 2014 года назвала Владимира Путина «гением», а Барака Обаму — «идиотом» и «дебилом». Критически отзывалась об Алексее Навальном и деятельности российской оппозиции в целом. В преддверии президентских выборов 2018 года заявила о готовности проголосовать за Ксению Собчак. Активно выступала против обязательных отчислений владельцев жилых помещений на капитальный ремонт, которые назвала аферой.
Лолита неоднократно выступала в поддержку ЛГБТ-сообщества: давала концерты в гей-клубах, высказывалась против гомофобии, принимала участие в телевизионных программах и пресс-конференциях, посвящённых этим проблемам. В 2013 году в видеоролике из серии «Самое время сказать!» в рамках «Недели против гомофобии» она осудила принятие законов о запрете «пропаганды гомосексуализма», указала на опасность роста националистических настроений и призвала гетеросексуалов и представителей ЛГБТ объединиться против фашизма. Позже, лично познакомившись с инициатором законопроектов Еленой Мизулиной, певица заявила, что стала лучше понимать причины их принятия, упомянув возможность появления гомосексуальных персонажей в детских сказках и «пропаганду педофилии». Милявская положительно оценила её работу как сенатора, в частности в вопросе борьбы с деструктивными сектами. В 2017 году, отвечая на вопросы слушателей радио «Эхо Москвы», артистка назвала информацию о дискриминации ЛГБТ в России «сильно преувеличенной», отметив, что никто из её знакомых геев не подвергается преследованиям и не возражает против принятых законов, а также призвала «не провоцировать» общество публичными акциями против гомофобии и раскритиковала ситуацию в странах Европы, где ради толерантности «калечат психику» детей. Помимо этого, Милявская заявила о негативном отношении к властям, средствам массовой информации и государственной политике Украины.
В августе 2020 года резко осудила насилие в ходе массовых акций протеста в Минске и призвала создать трибунал для суда над Александром Лукашенко.
В феврале 2022 после вторжения России на Украину Милявская умалчивала о войне, лишь выразив беспокойство о своей семье в Киеве. Позднее поддержала нападение России на Украину: в апреле 2022 пожелала, чтобы «перестали стрелять, разобрались с нацистами, а в стране установился мир», в ноябре заявила, что хорошо чувствует себя в «своей стране».
7 января 2023 года Милявская внесена в санкционный список Украины за поддержку «террористов, которые "оккупировали Крым" и часть восточной Украины, признала Крым частью Российской Федерации», кроме того, неоднократно выступала с концертами в Крыму и на Донбассе после их "оккупации". Санкции предусматривают блокировку активов, запрет на вывод капиталов, запрет на участие в приватизации, лишение государственных наград и званий Украины.

## Дискография
Студийные альбомы
- 2000 — «Цветочки»
- 2003 — «Шоу разведённой женщины»
- 2005 — «Формат»
- 2007 — «Неформат»
- 2007 — «Ориентация Север»
- 2008 — «Фетиш»
- 2014 — «Анатомия»
- 2018 — «Раневская»
- 2025 — «VK Акустика»

## Фильмография

#### Роли в кино
- 1991 — Тень, или Может быть, всё обойдётся — курортница
- 1996 — Короли российского сыска — певица
- 1996 — Умереть от счастья и любви — суперагент
- 2001 — Вечера на хуторе близ Диканьки — Солоха
- 2002 — Золушка — мачеха
- 2003 — Безумный день или женитьба Фигаро — графиня Розина
- 2005 — Попса — Ирина Пепеляева («Пеппи»), взбалмошная певица
- 2005 — Это всё цветочки… — камео
- 2007 — Королевство кривых зеркал — королева Анидаг
- 2007 — Кровавая Мэри — Катерина
- 2007 — Татьянин день — камео
- 2008 — Золотая рыбка — учительница хороших манер
- 2010 — Морозко — западная невеста
- 2011 — Новые приключения Аладдина — атаманша разбойников
- 2012 — Петрович — Виктория Ланская
- 2012 — Красная Шапочка — мама Красной Шапочки
- 2015 — Савва. Сердце воина — мама Жози (озвучка)
- 2019 — 1001 ночь, или территория любви — мама Шахерезады
- 2020 — Чума! — Корнелия
- 2023 — Актрисы — Ольга Владимировна, директор театра

#### Роли на телевидении
- 1995 — Кабаре «Маски-Шоу» — камео в составе кабаре-дуэта «Академия»
- 1996 — Шоу долгоносиков
- 1997 — Старые песни о главном-3 — немецкий посол (песня «Moskau» с Александром Цекало)
- 2000 — Старые песни о главном. Постскриптум («Felicita» дуэт с Олегом Газмановым)
- 2009 — Карнавальная ночь с Максимом Авериным — Мардж Симпсон / Баба Яга

### Спектакли, телевизионные проекты, шоу-программы

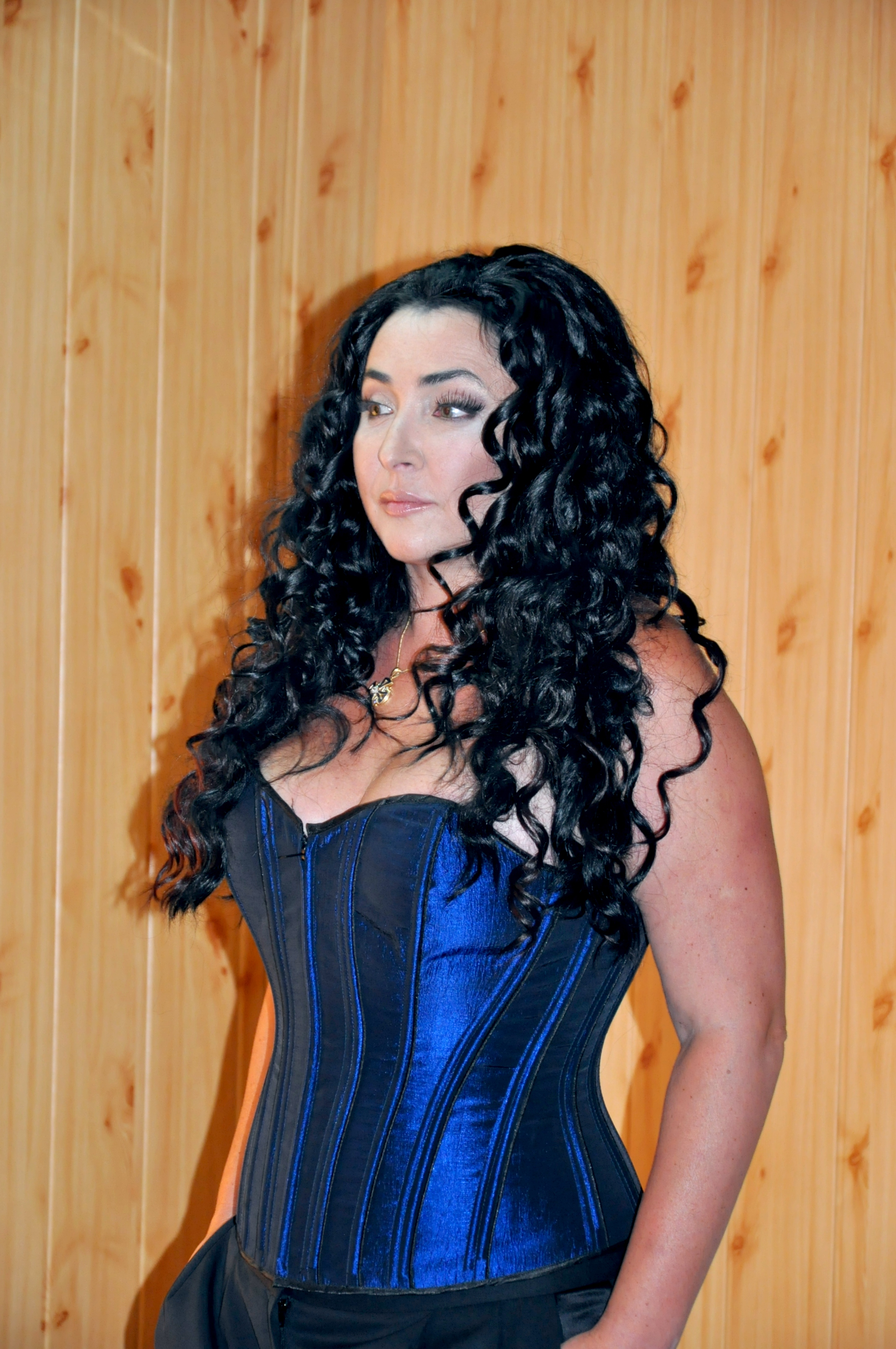
2011. За кулисами шоу «Голос країни»

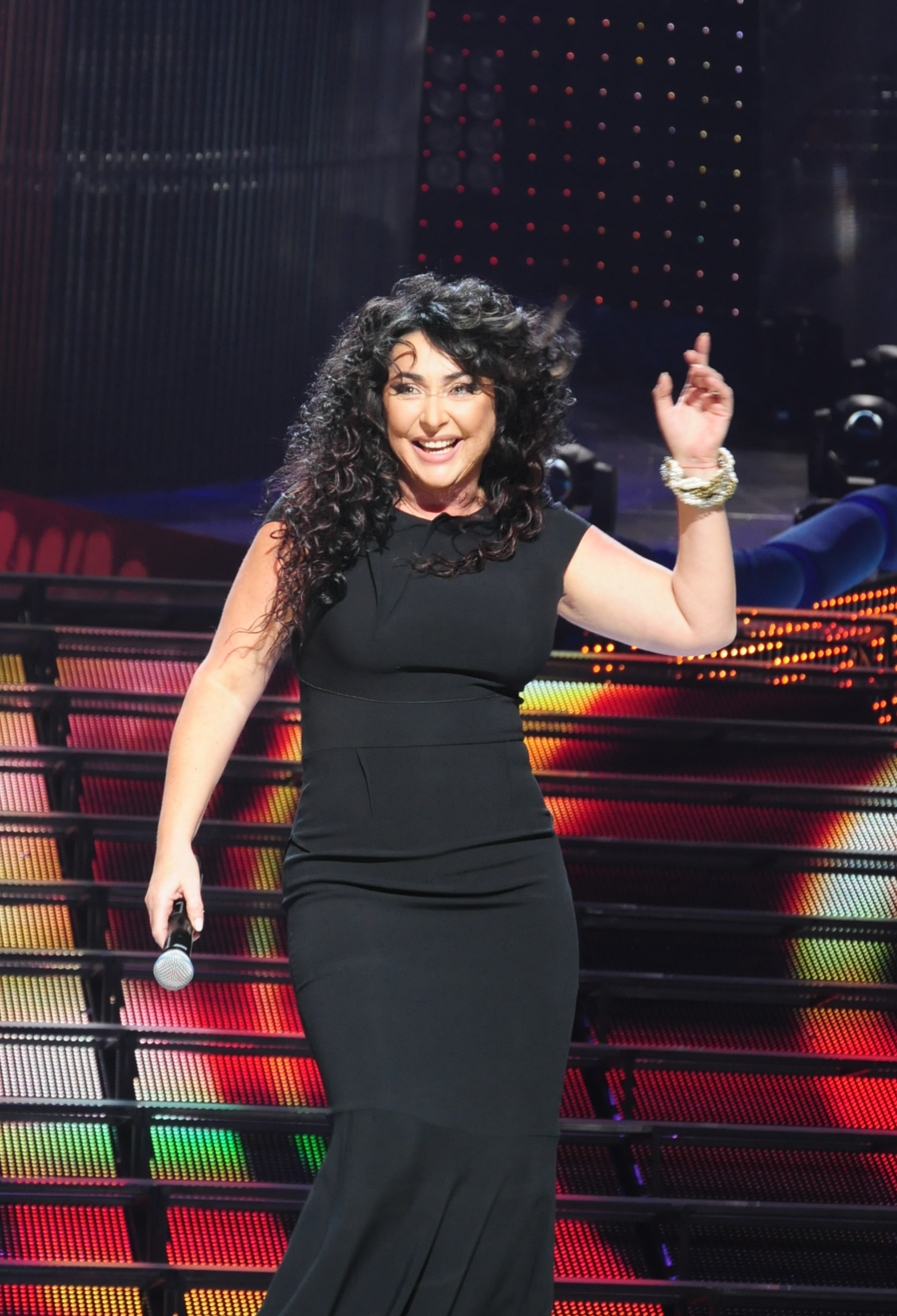
2011. На юбилее телеканала «Интер»

- 1992 — Телепроект «Хит-Парад Останкино». Соведущая вместе с Александром Цекало
- 1993 — Телепроект «TV-пицца». Соведущая вместе с Александром Цекало
- 1995 — Телепроект «Утренняя почта» на ОРТ. Соведущая вместе с Александром Цекало
- 1997 — Телепроект «Доброе утро, страна!» на РТР. Соведущая вместе с Александром Цекало
- 1997 — Концерт «Сюрприз от Аллы». Песня «Ты снишься мне»
- 1997 — Концерт «Позови меня с собой. Памяти Т. Снежиной». Песня «Дом на высокой горе»
- 1997 — Творческие вечера композитора Игоря Крутого. Ведущая, режиссёр
- 1998 — Творческие вечера композитора Игоря Крутого. Ведущая, режиссёр
- 1999 — Творческие вечера композитора Игоря Крутого. Ведущая, режиссёр
- 2000 — «Рождественские встречи Аллы Пугачёвой»
- 2002 (4 октября) — Мюзикл «Чикаго» (продюсер Филипп Киркоров) — «Мама» Мортон, надсмотрщица в тюрьме
- 2002—2007 — Телепроект «Фабрика звёзд». Приглашённая гостья
- 2003 — Сольная шоу-программа «Шоу разведённой женщины»
- 2003 (24 октября) — Спектакль «Резиновый принц» (по пьесе «Фаллоимитатор». Режиссёр — Нина Чусова, продюсер Павел Каплевич) — бизнес-леди
- 2004 (13 ноября) — Сольная шоу-программа «Мне 41… А кто даст?»
- 2005 (29 августа) — Телепроект «Без комплексов» на Первом канале. Ведущая
- 2006 — Телепроект «Две звезды» (первый сезон) на Первом канале. Соведущая вместе с Александром Цекало
- 2008 — Телепроект «Суперстар-2008» (1 сезон) на НТВ. Ведущая
- 2008 (30 ноября) — Сольная шоу-программа «Одна большая длинная песня про…»
- 2008 (30 ноября) — Телепроект «Прожекторперисхилтон» на Первом канале. Приглашённая гостья
- 2008—2011 — Телепроект «Фабрика зірок» (Украина). Сезоны 2,3,4. Приглашённая гостья
- 2010 — Телепередача «История российского шоу-бизнеса» на СТС. Героиня одного из выпусков
- 2010 (23 октября) — Телепроект «Музыкальный ринг НТВ». Участница первой программы, музыкальное сражение «Сергей Пенкин против Лолиты Милявской»
- 2011 — Телепроект «Фактор А». Член жюри вместе с Романом Емельяновым, Борисом Красновым, Игорем Николаевым
- 2011 — Телепроект «Народная звезда — 4». Член жюри вместе с Анастасией Заворотнюк и Владимиром Быстряковым
- 2011 — Телепроект «Голос страны» (Украина). Сезон 1. Приглашённая гостья
- 2012 — Телепроект «Две звезды». Член жюри вместе с Михаилом Боярским, Игорем Матвиенко, Валентином Юдашкиным
- 2012 (17 февраля) — Бенефис «Лолита. Госпожа Президент» (Спецпроект на канале НТВ)
- 2012 — Телепроект «Фактор А». Член жюри вместе с Романом Емельяновым, Игорем Николаевым
- 2012 — Телепередача «Субботний вечер». Ведущая программы вместе с Николаем Басковым, Андреем Данилко (Верка Сердючка)
- 2013 — Телепроект «Фактор А». Член жюри
- 2013 — Телепорт-шоу «Машина Времени» на ICTV (телеканал). Звездный эксперт
- 2014 — Шоу «ХИТ» на «Россия-1». Участница проекта
- 2014 — «Артист». Член жюри
- 2015 — «Лолита», ток-шоу на НТВ. Ведущая.
- 2015 — Шоу «Два голоса» на СТС, член жюри
- 2015 — шоу «Голос» на Первом канале.
- 2016 — шоу «Точь-в-точь» на Первом канале (третейский судья, образ Эдиты Пьехи).
- 2017 — Программа «Квартирник НТВ у Маргулиса» (выпуск от 16.09.2017).
- 2018 — участие в шоу «Бар в большом городе» на YouTube (12 выпуск).
- 2019 — участие в шоу «Музыкалити» на YouTube (3 выпуск, участвовала вместе с THRILL PILLOM).
- 2020 — участие в шоу «Что было дальше?» на YouTube (3 сезон 1 выпуск).
- 2020 — шоу «Студия Союз» на ТНТ (100 выпуск, участвовала вместе с Ольгой Бузовой)[79].
- 2020 — участие в шоу «Студия 69» на YouTube, где исполнила хит Доры «Дора Дура» (5 выпуск, участвовала вместе с Дорой).
- 2020 — участие в шоу «Контакты» на YouTube.
- 2020 — участие в 6 серии комедийного сериала «Чума!», на платформе онлайн-кинотератра Ivi[80].
- 2020 — Телепроект «Суперстар! Возвращение» (2 сезон) на НТВ. Ведущая вместе с Вадимом Такменёвым.
- 2020 — новогодний выпуск телепроекта «Маска» на НТВ. Гостья в образе Подарка.
- 2021 — участие в спектакле «Женитьба» театра «Модерн»[81].
- 2021 — ведущая «ДНК шоу» на «Пятнице!».
- 2021 — участие в «Синг Сонг Шоу» на YouTube (2 выпуск, участвовала вместе с Аней Pokrov)[82].
- 2022 — Телепроект «Суперстар! Возвращение» (3 сезон) на НТВ. Ведущая вместе с Вадимом Такменёвым.
- 2023 — Телепроект «Суперстар! Возвращение» (4 сезон) на НТВ. Ведущая вместе с Вадимом Такменёвым.
- 2024 — ведущая премии Муз-ТВ 2024. Возвращение.

### Рекламные ролики
- Косметика «Чёрный жемчуг» (2007)
- Стиральный порошок «Bimax»
- Рекламные ролики инвестиционной компании «Хопёр-Инвест».
- Реклама косметики «Vivienne Sabo»
- Пельмени «Sибирская коллекция»
- Реклама «Sokolov»

## Признание

### Общественные награды и премии
| Награда       | Год  | Работа | Категория      | Результат | Прим.  |
| ------------- | ---- | ------ | -------------- | --------- | ------ |
| Золотая Пчела | 2005 | Лолита | Лицо с обложки | Номинация | [ 83 ] |
| ZD Awards     | 2004 | Лолита | Солистка года  | Номинация | [ 84 ] |

- 1992 — «Хит-Парад Останкино» за песню «Тома» (Дуэт с А. Цекало).
- 1993 — «Песня года» за песню «Ой-Ой-Ой» (Дуэт с А. Цекало).
- 1994 — «Песня года» за песню «Цветы» (В. Окороков).
- 1995 — «Песня года» за песню «Догги» (А. Цекало — Л. Милявская).
- 1996 — «Песня года» за песню «Зараза» (Дуэт с А. Цекало).
- 1996 — «Золотой граммофон» за песню «Зараза» (Дуэт с А. Цекало).
- 1997 — «Песня года» за песню «Я обиделась» (И. Корнелюк — Р. Лисиц).
- 1997 — «Золотой граммофон» за песню «Я обиделась» (И. Корнелюк — Р. Лисиц).
- 1998 — «Песня года» за песню «Ту-Ту-Ту» (С. Русских) (Дуэт с А. Цекало).
- 1998 — «Золотой граммофон» за песню «Ту-ту-ту» (С. Русских) (Дуэт с А. Цекало).
- 1999 — «Песня года» за песню «Маленький» (А. Ружицкий).
- 1999 — лауреат премии «Овация» в номинации «VIP», как самой разносторонней певице, актрисе, режиссёру, ведущей и телеведущей.
- 2000 — «Песня года» за песню «Цветочки» (А. Ружицкий).
- 2001 — «Песня года» за песню «Отвали» (М. Орлов).
- 2002 — «Песня года» за песню «Музыка тела» (Л. Квинт — Л. Воропаева).
- 2003 — «Песня года» за песню «Одинокий» (И. Николаев)(Дуэт с И. Николаевым).
- 2004 — «Песня года» за песню «Приговоренная к любви» (В. Лоткин — Л. Фомина).
- 2005 — «Песня года» за песню «Пошлю его на…» (В. Смирнова). Демонстрация видеоклипа.
- 2005 — «Золотой граммофон» за песню «Пошлю его на…» (В. Смирнова).
- 2007 — лауреат национальной телевизионной премии «ТЭФИ» в номинации «Ведущий ток-шоу» за ток-шоу «Лолита. Без комплексов» на Первом канале (выпуск: «Испытание войной — рождение или гибель чувств?»).
- 2008 — «Песня года» за песню «Ориентация Север».(Елена Кипер — Ю. Осина-Фридман).
- 2008 — «Золотой граммофон» за песню «Ориентация Север».(Елена Кипер — Ю. Осина-Фридман).
- 2009 — «Песня года» за песню «Расскажи, как надо…» (К. Легостаев).
- 2011 — «Песня года» за песню «Часы» (М. Фадеев).
- 2013 — специальная награда «Звуковой дорожки» как «Совесть года».
- 2013 — «Золотой граммофон» за песню «Я» (Ю. Юрченко).
- 2013 — «Песня года» за песню «Я» (Ю. Юрченко).
- 2015 — «Шансон Года» за песню «Шпилька — Каблучок»
- 2016 — лауреат Реальной премии MusicBox в номинации «Певица года. Gold»
- 2016 — «Золотой граммофон» за песню «Территория сердца» feat. Денис Майданов.
- 2016 — премия Нового Радио «Высшая лига» за песню «На Титанике»
- 2017 — «Шансон Года» за песню «На Титанике»
- 2018 — премия Нового Радио «Высшая лига» за песню «Раневская»
- 2019 — Премия Муз-ТВ 2019 — спец. награда за вклад в развитие популярной музыки
- 2022 — «Жара Music Awards» — «Артист года».
- 2024 — Премия Муз-ТВ 2024 за песню «На Титанике» совместно с INSTASAMKA, в номинации за лучшую Cover-версия
- 2025 — Премия Муз-ТВ 2025 — спец. награда Легендарная исполнительница